# Tripolina
La tripolina es un asiento plegable de campaña, con estructura de madera y cubierta de lona, que utilizaba el ejército inglés en el siglo XIX.

## Influencia

Tripolina italiana, años 30.

El famoso BKF estuvo inspirada en la Tripolina. 
La Tripolina fue patentada por un constructor inglés en 1877 y luego bautizada "tripolina" por "Trípoli" la capital de la Libia italiana, al fabricarla en serie en la década del 30 del siglo XX. Está hecho de 10 piezas de madera, unidas por elementos de metal articulados, y una funda de tela, o cuero en versiones posteriores.

## Productores
La silla Tripolina original se produce actualmente en Italia y se distribuye exclusivamente por Telami. Por su similitud a la silla BKF, muchos fabricantes en Argentina, diseñadores de muebles, también realizan la Tripolina utilizando los cueros de monturas. El productor más importante en estas décadas es Big BKF Buenos Aires, quien las fabrica a mano en un pequeño pueblo de las pampas argentinas.

## Fuente
- homenaje al BKF Archivado el 28 de febrero de 2009 en Wayback Machine., diario Clarín.
- Video sobre la historia del BKF, canal Ciudad Abierta, Buenos Aires

- Datos: Q368634